# Walk It Talk It (chanson de Migos)
Pistes de Culture II
Auto Pilot Emoji a Chain
Walk It Talk It est une chanson du groupe de hip-hop Migos en featuring avec Drake sortie en mars 2018, issue de leur troisième album studio Culture II.